# Stanley Kipleting Biwott

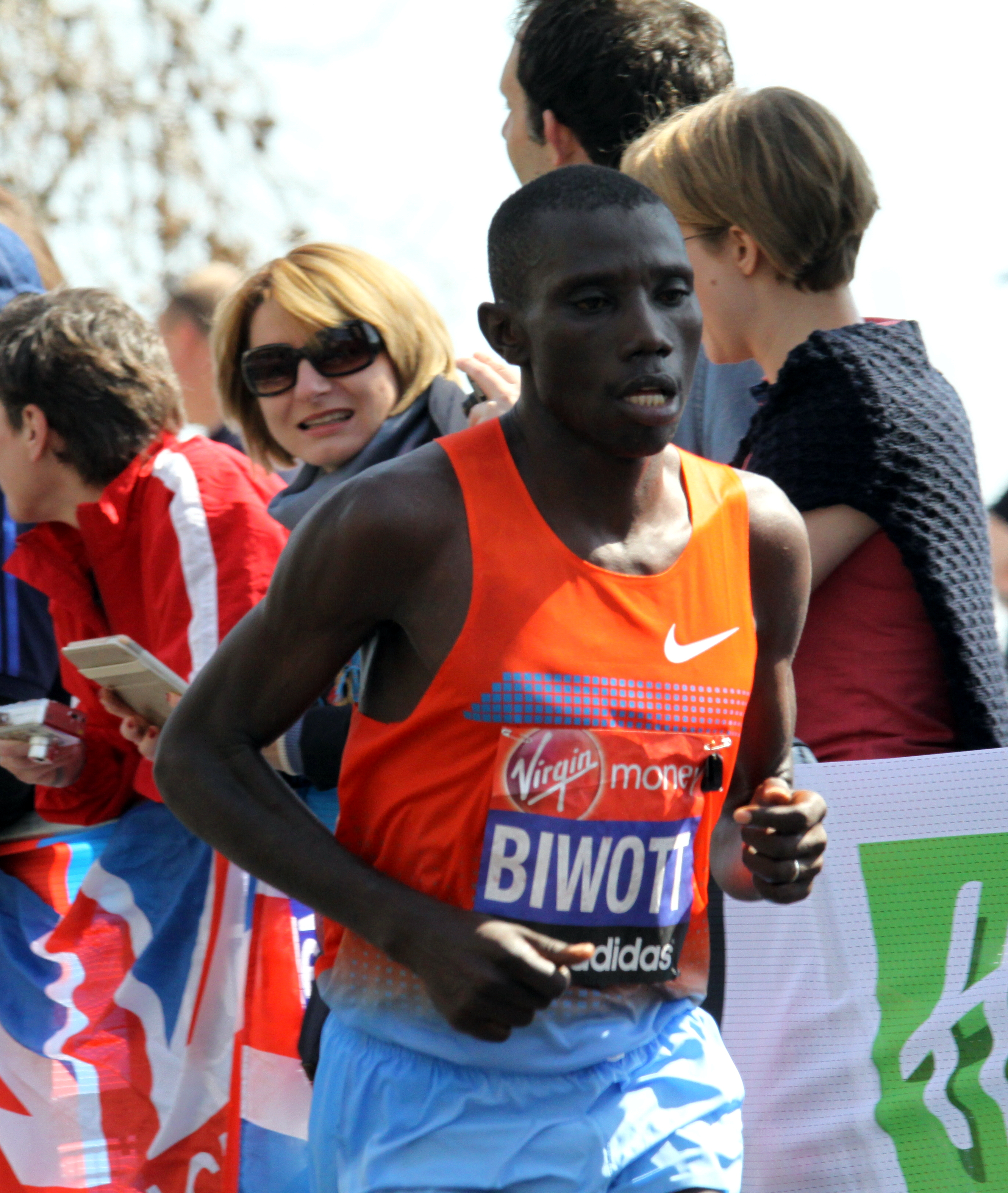
Stanley Biwott, 2013 London Marathon

Stanley Kipleting Biwott (* 21. April 1986) ist ein kenianischer Langstreckenläufer.
2006 wurde er Siebter bei der Maratona d’Italia und 2007 Dritter bei Roma – Ostia.
2010 gewann er den São-Paulo-Marathon und wurde Zweiter beim Reims-Marathon. Im Jahr darauf siegte er beim Medio-Maratón Azkoitia-Azpeitia und beim Chuncheon-Marathon.
2012 stellte er sowohl beim Paris-Halbmarathon wie auch beim Paris-Marathon Streckenrekorde auf. Im weiteren Verlauf der Saison gelangen ihm Siege beim Beach to Beacon 10K, beim Philadelphia-Halbmarathon und beim Halbmarathonbewerb des San-Antonio-Marathons. Beim Shanghai-Marathon wurde er Dritter.
2013 wurde er Zweiter beim RAK-Halbmarathon, Achter beim London-Marathon und verteidigte seinen Titel in Philadelphia. Beim London-Marathon 2014 wurde er Zweiter. 2015 erreichte er beim London-Marathon den vierten Platz und siegte er beim New-York-Marathon.
Mit seiner 2013 beim RAK-Halbmarathon in Ra’s al-Chaima gelaufenen Zeit von 58:56 Min. belegt Biwott auf der ewigen Weltrangliste für den Halbmarathon den Rang 12.
Im April 2016 lief Biwott beim London-Marathon mit 2:03:51 h die sechstschnellste Marathonzeit, die jemals gelaufen wurde. 

## Persönliche Bestzeiten
- 10-km-Straßenlauf: 28:00 min, 4. August 2012, Cape Elizabeth u. 15. September 2013 Philadelphia
- Halbmarathon: 58:56 h, 15. Februar 2013, Ra’s al-Chaima
- Marathon: 2:03:51 h, 24. April 2016, London